# Gevuina
Genre
Classification phylogénétique
Gevuina est un genre de plantes à fleurs de la famille des Proteaceae. Ce sont des arbres.

## Liste d'espèces
Selon NCBI (24 mai 2010) :
- Gevuina avellana
- Gevuina bleasdalei